# Kościół św. Mikołaja w Sadlnie
Kościół świętego Mikołaja w Sadlnie – rzymskokatolicki kościół parafialny należący do parafii pod tym samym wezwaniem (dekanat piotrkowski diecezji włocławskiej).
Jest to świątynia wzniesiona w latach 1855–1860. Budowla składa się z gruntownie wyremontowanego dawnego murowanego prezbiterium oraz wybudowanego wówczas głównego korpusu świątyni. Wnętrze kościoła jest podzielone na trzy nawy, nawa główna wydzielona jest ostrołukowymi arkadami. Świątynia została wzniesiona w stylu neogotyckim. W 1989 roku zostało wykonane ankrowanie murów budowli, zostały naprawione stropy i tynki, zamontowana została nowa instalacja elektryczna. W latach 1991–1995 zostały przeprowadzone następne prace remontowe. Wymienione zostały stropy w nawach bocznych i tynki wewnętrzne do wysokości okien. Na zewnątrz zostały wymienione wszystkie tynki, została wykonana instalacja odwadniająca, zakonserwowane zostało pokrycie dachu.
Kościół posiada zespół obiektów ruchomych nie wpisanych do rejestru zabytków. Jednorodność stylowa i chronologiczna stanowi o wartości tego zespołu obiektów w stylu neogotyckim pochodzących z czasu budowy świątyni (połowa XIX wieku). Do najcenniejszych należą: ołtarz główny ozdobiony rzeźbami świętych Biskupów, antepedium ozdobione mosiężną płaskorzeźbą z wizerunkiem Ostatniej Wieczerzy, dwa ołtarze boczne ozdobione rzeźbami świętych i Jezusa Ukrzyżowanego, chrzcielnica, ambona, konfesjonał. W ścianę kruchty jest wmurowana renesansowa płyta nagrobna poświęcona zmarłemu w 1566 roku Janowi Ruszkowskiemu. Bogaty wystrój świątyni tworzy polichromia wykonana na początku ubiegłego stulecia. Tworzą ją sceny figuralne umieszczone w dekoracyjnych obramieniach i motywy ornamentalne pokrywające stropy, ściany prezbiterium, nawy i filary. Na stropie w prezbiterium jest przedstawiona Trójca Święta, natomiast w nawie Matka Boska z Dzieciątkiem w bogatym geometryczno-roślinnym obramieniu. Fasety są ozdobione medalionami obwiedzionymi akantem z popiersiami apostołów. Świątynia posiada dzwon z 1648 roku. 
Na cmentarzu parafialnym znajduje się mogiła powstańców z 1863 roku, poległych pod Nową Wsią.